# لج كلبان (عبس)

تعديل مصدري - تعديل

لج كلبان هي إحدى قرى عزلة بني حسن بمديرية عبس التابعة لمحافظة حجة، بلغ تعداد سكانها 18 نسمة حسب تعداد اليمن لعام 2004.